# Guélengdeng
Guélengdeng – miasto w Czadzie, w regionie Mayo-Kebbi Est, departament Mayo Lemie; 11 379 mieszkańców (2005), położone 140 km na południowy wschód od Ndżameny.